# La Invencible
La Invencible es una localidad argentina de la provincia de Buenos Aires, perteneciente al partido de Salto.

## Ubicación
Se encuentra a 200 km la ciudad de Buenos Aires a través de la Ruta Nacional 7, pasando por la ciudad de Carmen de Areco y luego por la ruta provincial 31 pasando 17 km hacia el oeste de Salto. Camino a la ciudad de Rojas.

## Población
Cuenta con 77 habitantes (2010), lo que significa un descenso del 10 % ante los 88 habitantes del censo anterior de 2001